# Thiers
Thiers /tjɛʀ/ è un comune francese situato nel dipartimento del Puy-de-Dôme, nella regione dell'Alvernia-Rodano-Alpi. È una delle quattro sottoprefetture del Puy-de-Dôme con quasi 12.000 abitanti in 2019.
Le origini della città risalgono al periodo gallo-romano. La coltelleria si sviluppa con la forza motrice del fiume Durolle che alimenta i mulini dal XII secolo in poi. Nel XVIII secolo, i mercanti thiernois esportano i coltelli di Thiers in tutto il Mediterraneo e le Indie. Nel XIX secolo, la coltelleria diventa industriale e occupa al suo apice 15.000 operai nella regione. La coltelleria di Thiers soffrirà molto della concorrenza asiatica fino agli anni 2010. Nel 2021, la coltelleria resiste e impiega nella città di Thiers altre 2.000 persone.
Thiers è la capitale francese dei coltelli, con circa un centinaio di aziende in questo settore e un museo di coltelleria่. Il settanta per cento dei coltelli prodotti in Francia - da tasca, da cucina o da tavola - sono prodotti dalle aziende di Thiers. 

## Etimologia
Il nome proprio "Thiers" deriva dal latino "Castrum Tigernum" che significa "piccolo forte signorile". In lingua occitana, il toponimo è "Tièrn". Nel 1450, l'armoriale di Guillaume Revel nomina la città in francese medievale "Thiart".

## Società

### Evoluzione demografica
Abitanti censiti

## Luoghi e monumenti
La città di Thiers ha numerosi edifici e monumenti degni di nota:

### Edifici di culto
- La chiesa di San Genesio di Thiers, edificio religioso risalente ai secoli XI e XII, realizzata in pietra di arcosa, è dedicata a san Genesio di Micene (o di Thiers), evangelizzatore della regione e martire. Dal 1846 è classificata Monumento storico di Francia.[9]
- La chiesa di San Sinforiano, anch'essa risalente ai secoli XI e XII, sita nel quartiere di Moûtier, eretta in sostituzione di un edificio del III secolo. La leggenda vuole che un fedele vi abbia portato una pietra segnata dal sangue del santo, martirizzato ad Autun.
- L'abbazia del Moûtier, che fu fondata nel 765 da Aldeberto, vescovo di Clermont e posta sotto l'egida benedettina. Nell'XI secolo seguì la riforma cluniacense. L'abate Pietro la riorganizzò nel 1002[10] e offrì, con il consenso del signore di Thiers, la sua sottomissione a Odilone, abate di Cluny nel 1011.[11] Dopo la rovina di una parte dell'edificio a causa di una piena della Durolle e la forte riduzione del numero dei suoi monaci, l'abbazia fu soppressa nel 1782 da papa Pio VI.
- La chiesa di San Giovanni ha dato il suo nome al quartiere che la circonda. Antica sede della terza parrocchia di Thiers, è ora sconsacrata. Di stile romanico, fu ricostruita pressoché totalmente nel XV secolo per essere poi inglobata, nel secolo successivo, nelle fortificazioni destinate a proteggere la città durante le guerre di religione ed elementi propri alla sua vocazione difensiva sono visibili ancora oggi. Adibita a deposito di armi durante la rivoluzione, fu restaurata e restituita al culto nel XIX secolo. La sua sconsacrazione e la chiusura al pubblico, con successivi vandalismi (lancio di pietre contro le vetrate) l'hanno ridotta ad uno stato deplorevole ma non ne hanno compromessa l'integrità.
- La cappella di San Rocco (sulla via omonima) fu edificata a seguito dell'epidemia di peste del 1629. Vi viene celebrata una Messa ogni 16 agosto, seguita dalla benedizione dei bambini.

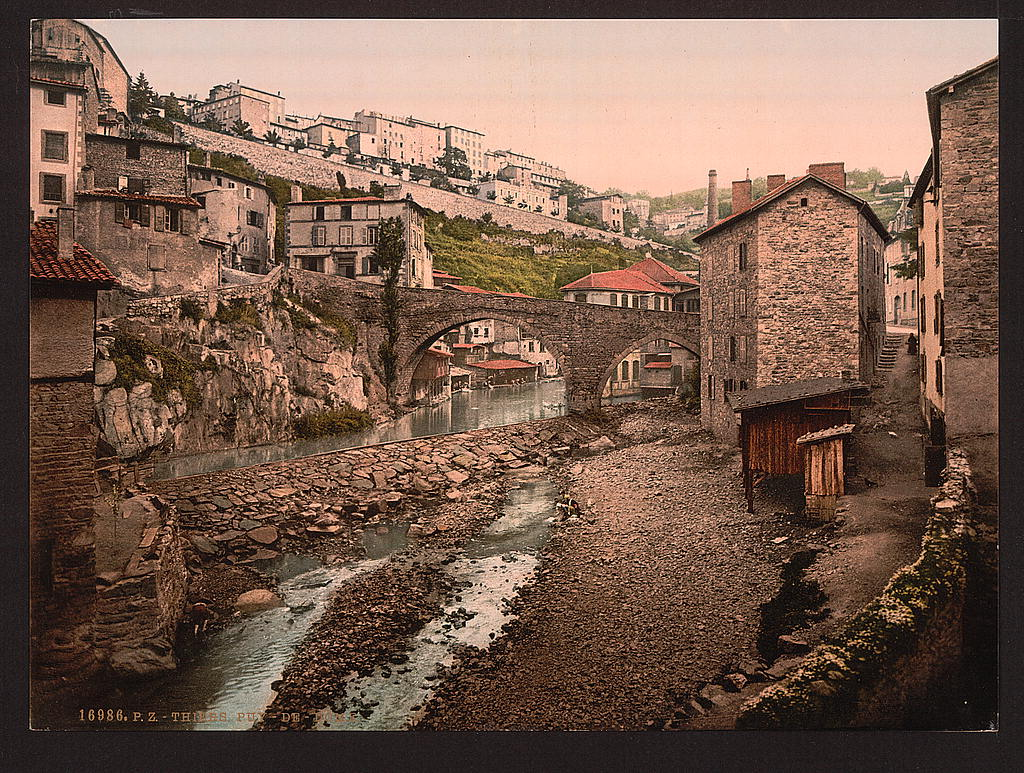
Thiers alla fine del XIX secolo

### Costruzioni civili e militari
- Il château du Croc (o Cros Perdrigeon), a nord della città, data dall'inizio del XIV secolo, come testimoniato dalle iscrizioni sulle due torri, che presenta ancora un bell'aspetto di dimora fortificata.
- Il château des Horts, situato sulla sommità della città, fu fatto erigere dalla famiglia Ossandon, nel XVI secolo e ha subito modifiche nei secoli XVIII e XIX, ma conserva ancora il suo aspetto di fortificazione. I bastioni formano un quadrato attorno alla corte e sono fiancheggiati da una torre a ciascun angolo.
- Francséjour (o Freiz-séjour), presso Moûtier, fu costruito nel XV secolo per Jehan Petidé, prevosto della chiesa di Thiers e consigliere di Giovanni di Borbone.
- Il Château de la Chassaigne, si trova all'uscita della città, lungo la via per Vichy. Di stile gotico, risale alla fine del XV secolo.
- I Béraux furono edificati nel XVI secolo dal ricco mercante Jean Archimbaud
- La manoir des Champs, costruita nel XVII secolo per la famiglia Grandsaigne, che si alleerà a quella di Biagio Pascal.

## Galleria d'immagini

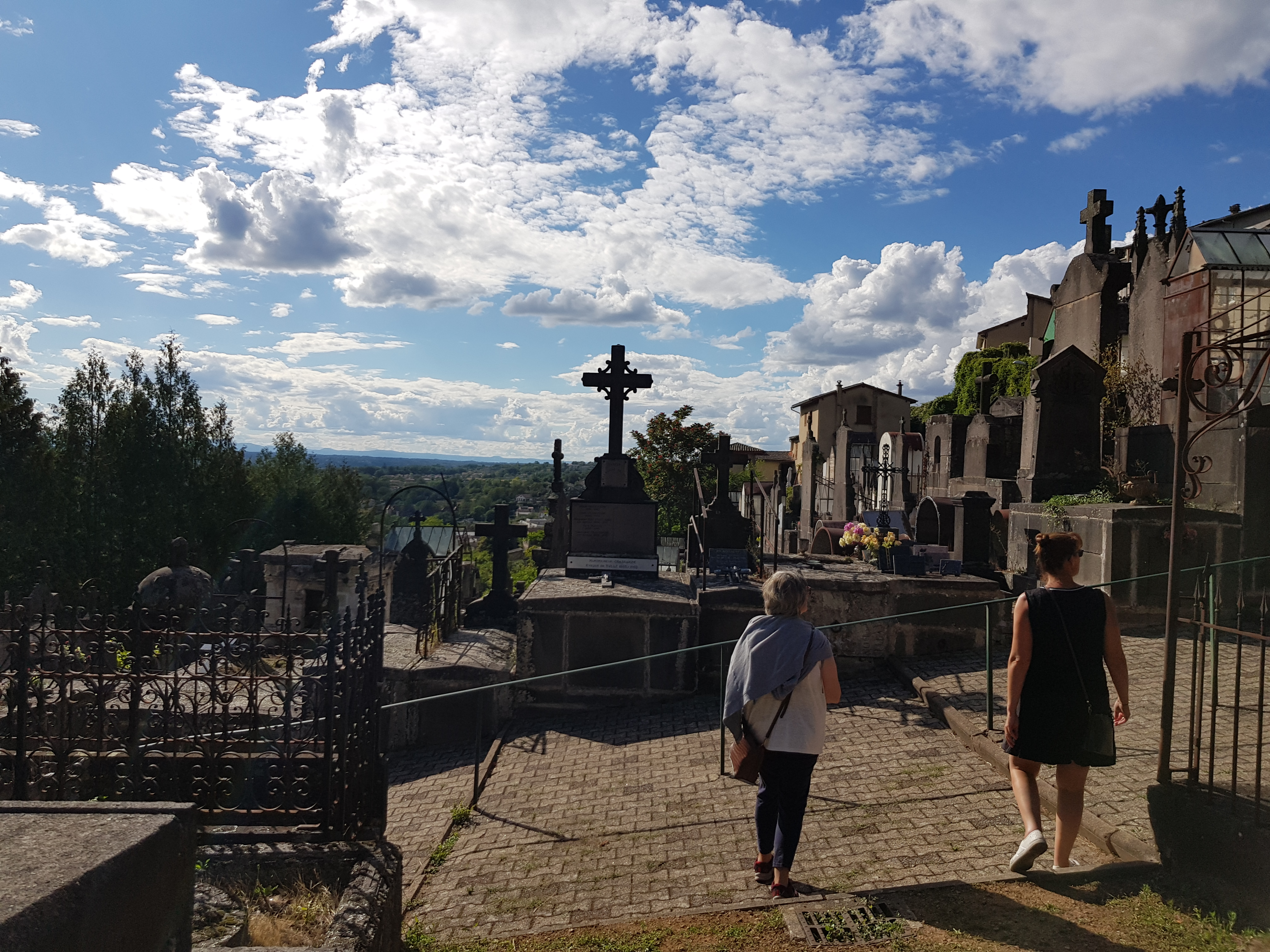
Il cimitero di San Giovanni.
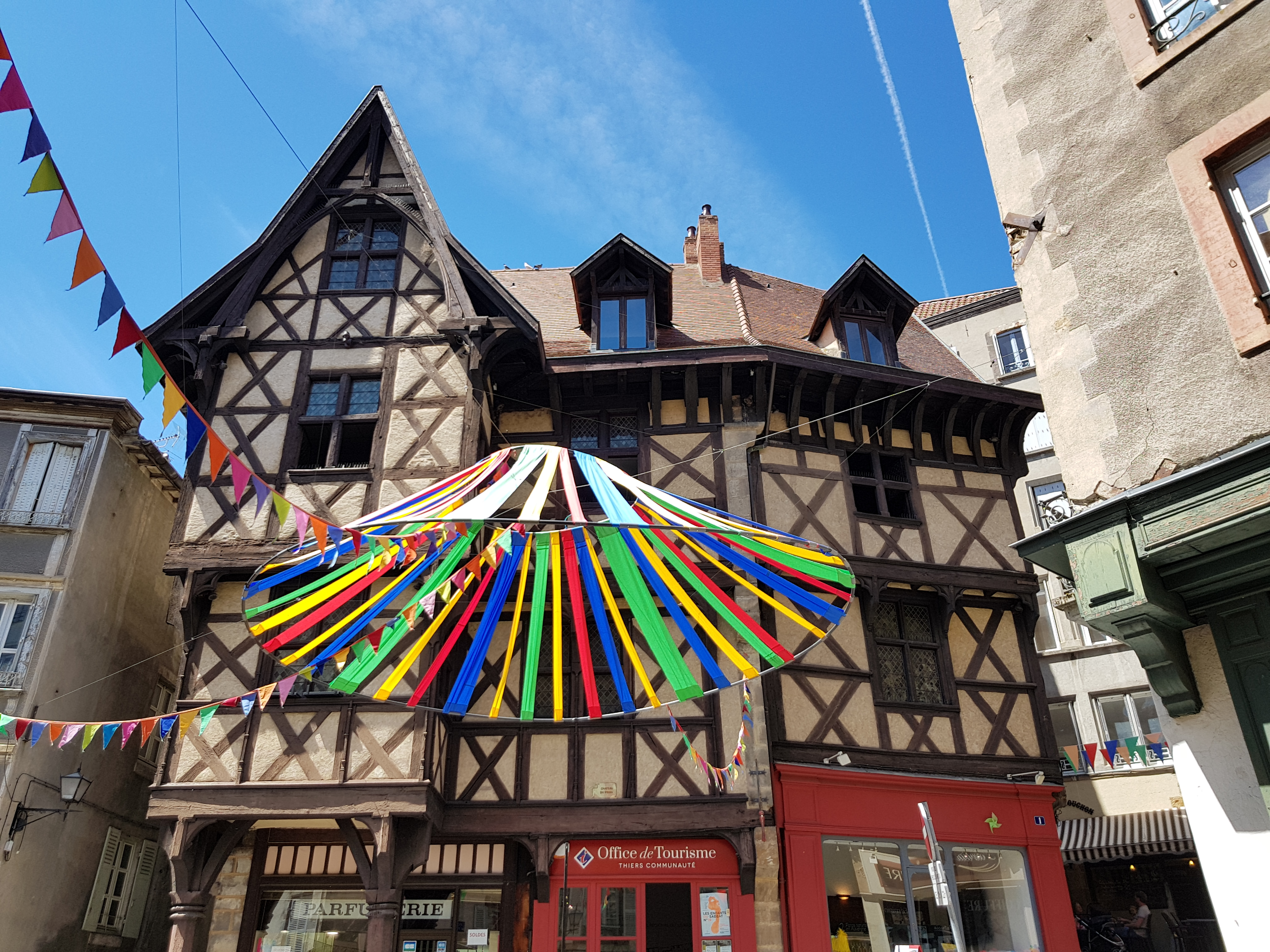
Il castello del Pirou.
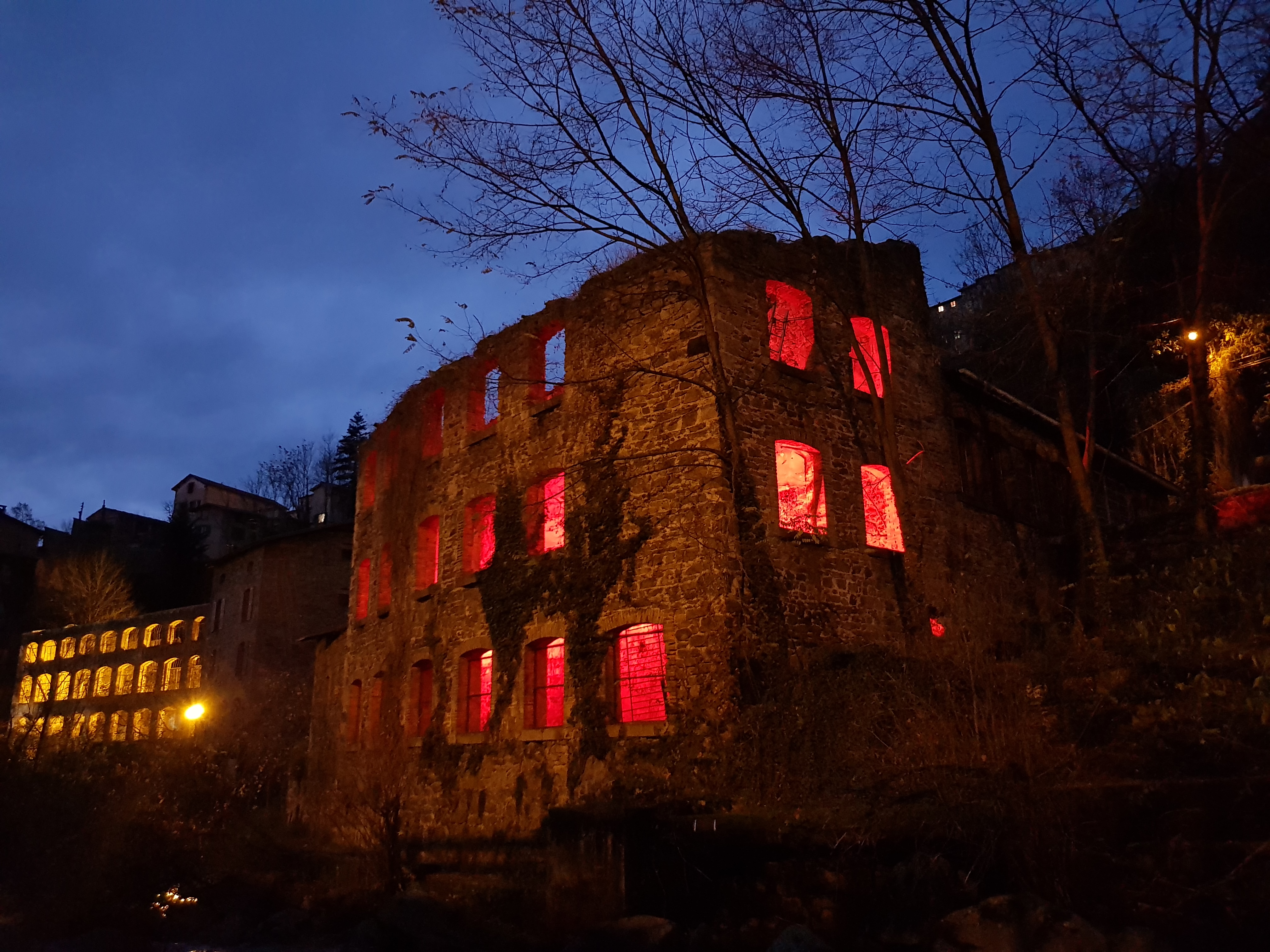
La Valle delle Fabbriche nella notte.
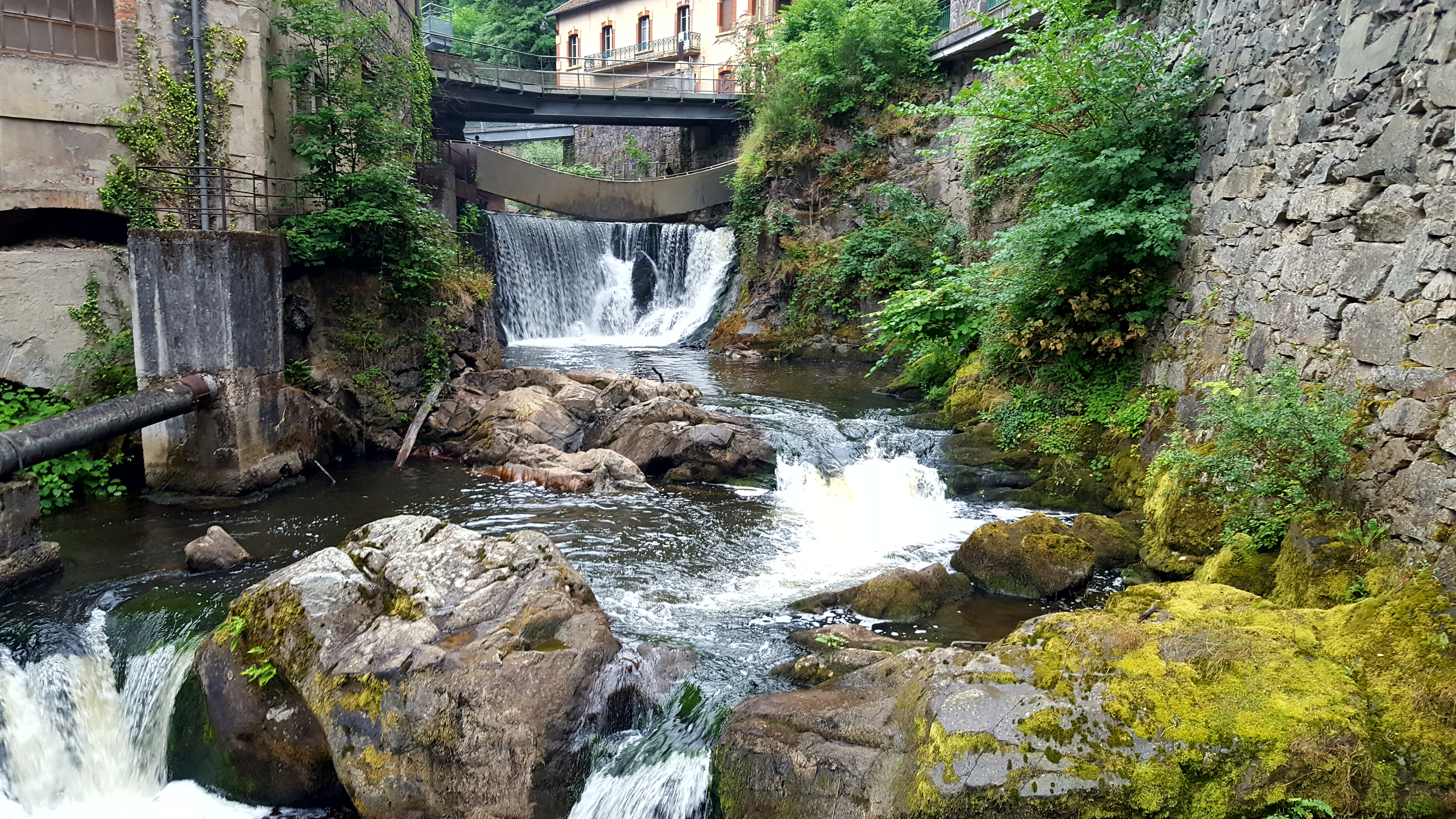
La fiume Durolle.
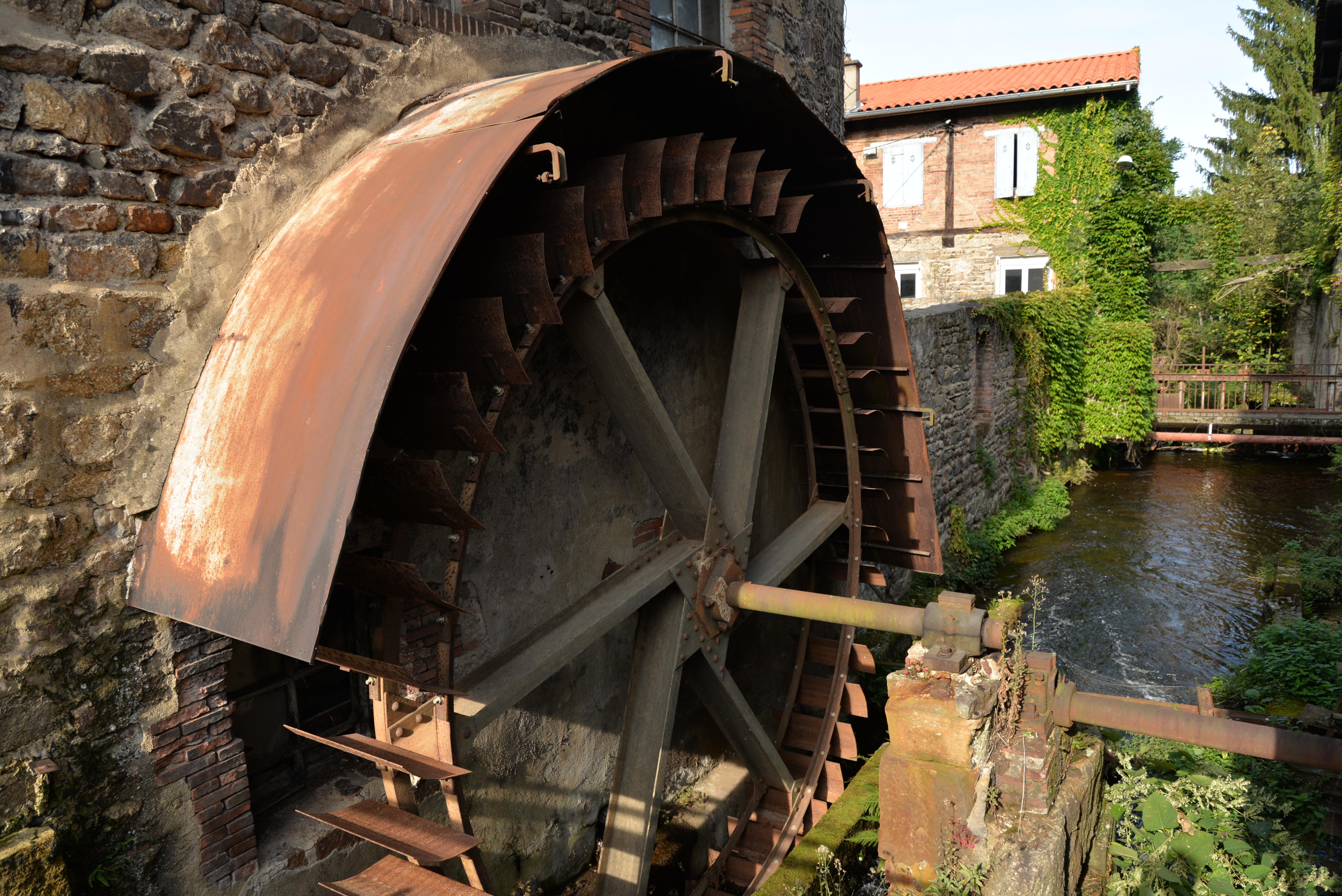
Un mulino di coltelleria.
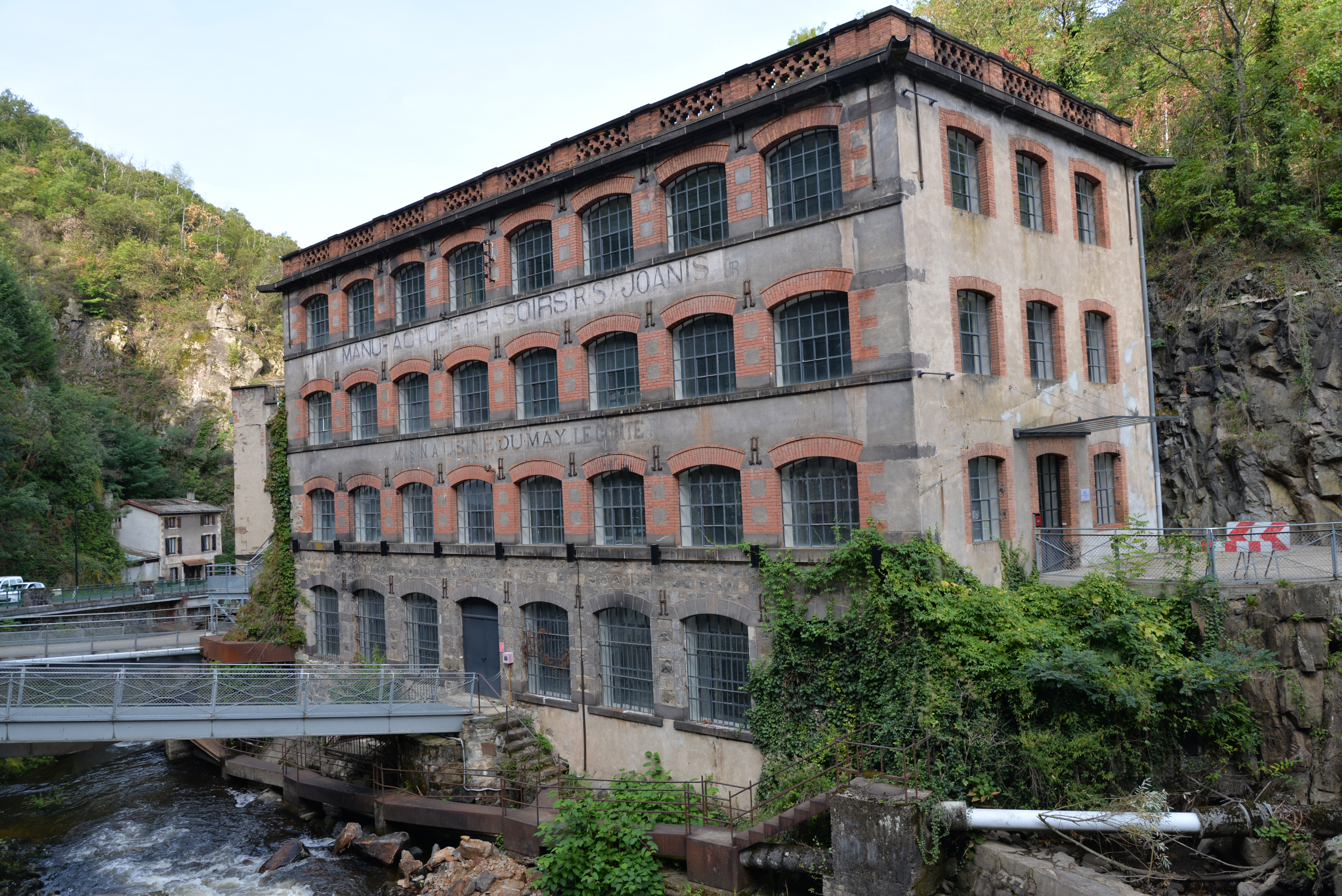
La fabbrica del May vicino all'abisso dell'inferno trasformata in centro d'arte contemporanea.
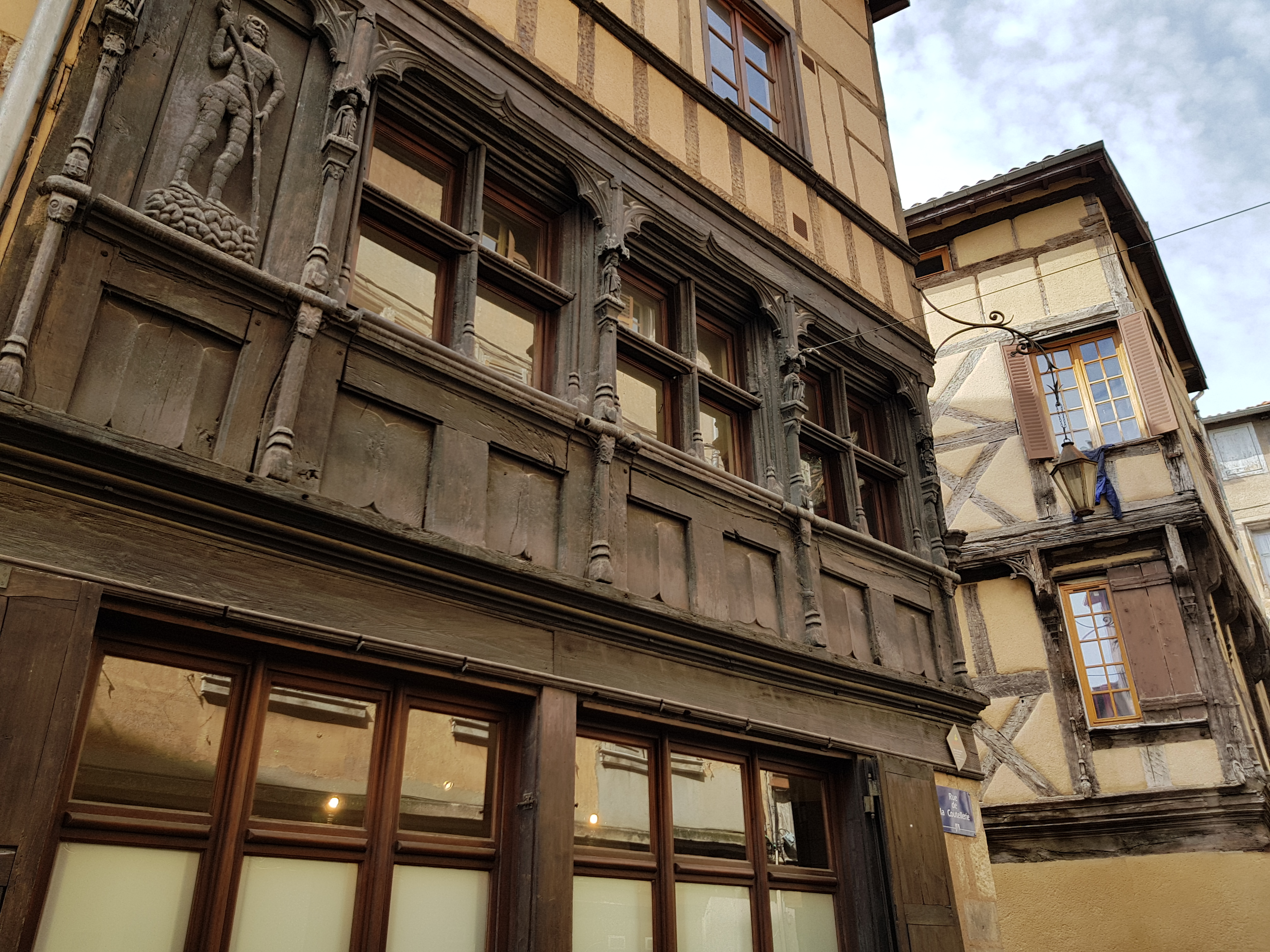
La casa dell'uomo dei boschi.
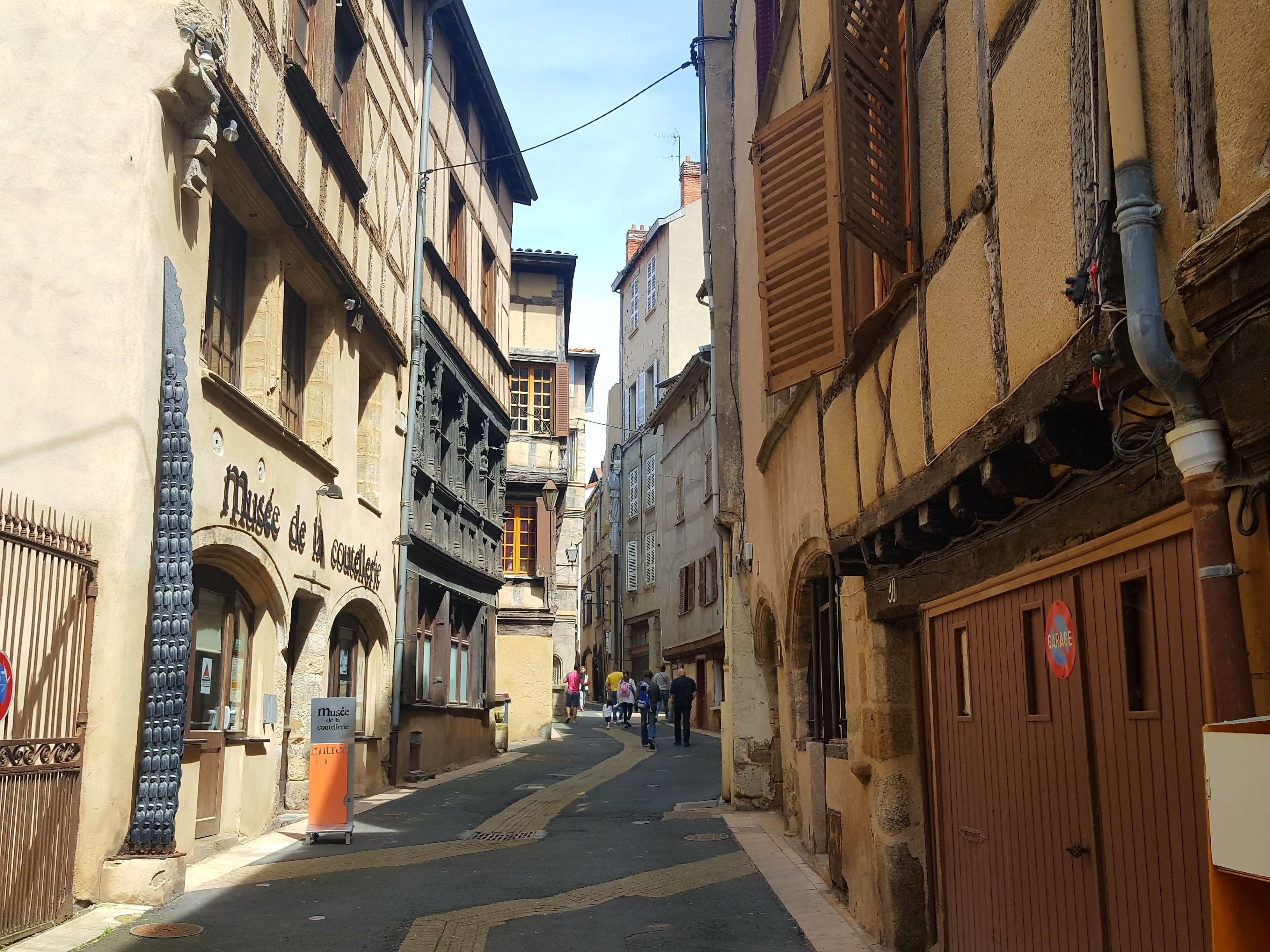
Il museo della coltelleria nel vecchio Thiers.